# Нов живот (сериал)
„Нов живот“ (на турски: Yeni Hayat) е турски екшън и драматичен телевизионен сериал, продуциран от OJO Pictures, чийто първи епизод е издаден на 3 септември 2020 г., режисиран от Башак Сойсал и Джем Йозюдуру, а сценарият е дело на Елиф Усман, Сердар Сойдан и Дениз Бююккърлъ. Сериалът завършва с деветия си епизод, който е излъчен на 29 октомври 2020 г.

## Излъчване
| Сезон | Сезон | Епизоди | Начало на сезона | Край на сезона   | Всички епизоди | ТВ сезон | ТВ канал | Дата и час        |
| ----- | ----- | ------- | ---------------- | ---------------- | -------------- | -------- | -------- | ----------------- |
|       | 1     | 9       | 3 септември 2020 | 29 октомври 2020 | 1 – 9          | 2020     | Kanal D  | четвъртък (20:00) |

## Сюжет
Внимание:  Текстът по-долу разкрива сюжета на произведението (или части от него)!
Сюжетът пресъздава историята на Адем, бивш офицер от турските специални части, който след раняването си получава нова работа в дома на семейство Каратан. Той трябва да се грижи за сигурността на съпругата на мафиота Тимур Каратан, чието име е Ясемин Каратан, която иска да инсценира отвличането си, за да се спаси от мъжа си. Въпреки че в началото Ясемин и Адем се мразят, постепенно тази омраза ще се превърне в любов.

## Актьорски състав
- Серкан Чайоулу – Адем Шахин
- Нилпери Шахинкая – Невин Шахин
- Таянч Айайдън – Тимур Каратан
- Мелиса Аслъ Памук – Ясемин Каратан
- Фуркан Карабалък – Фатих Йълмъз
- Ипек Филиз Язъджъ – Гьокче Каратан